# The Myanmar Times

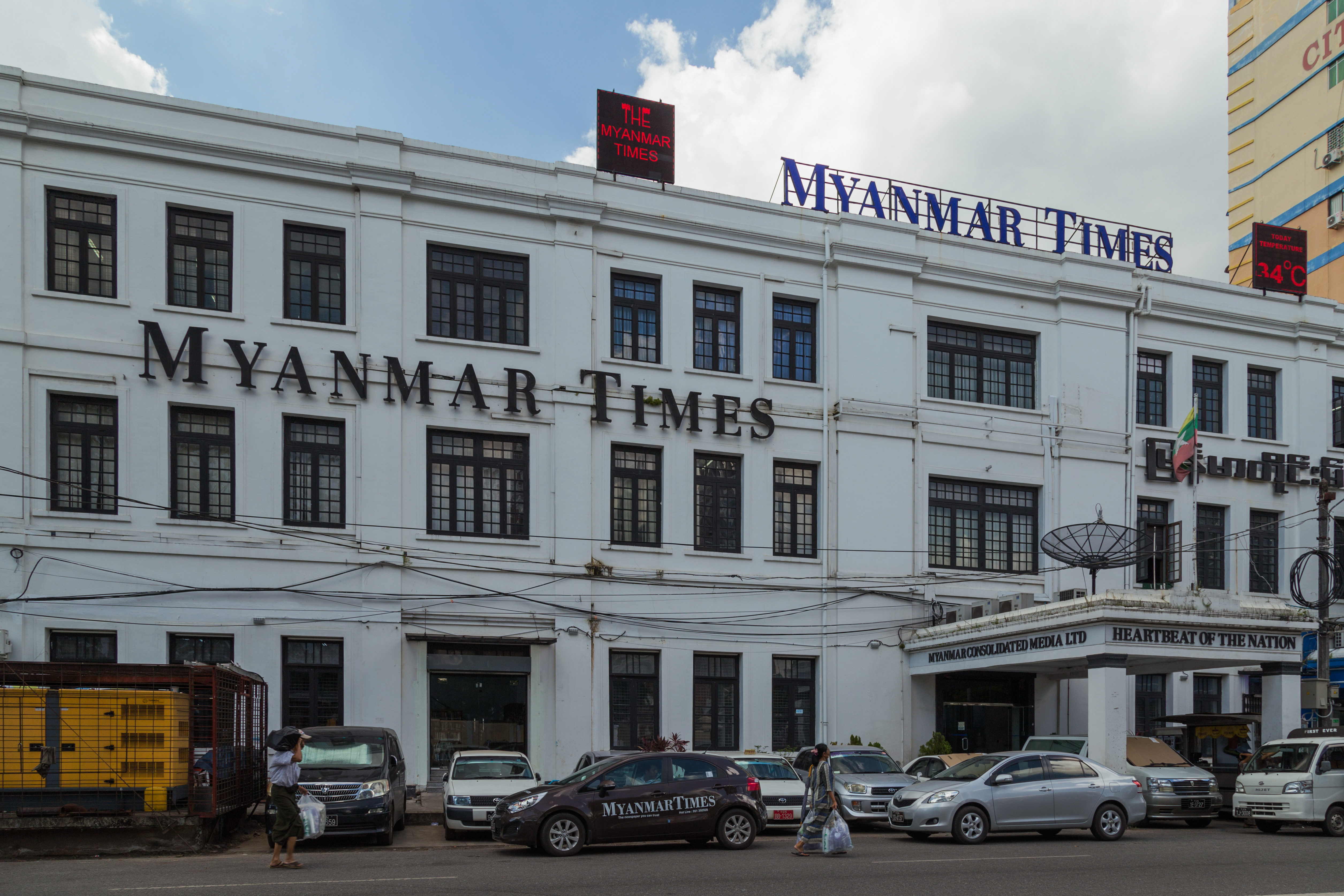
Hoofdkantoor van "The Myanmar Times" in Yangon

The Myanmar Times (Birmaans: မြန်မာတိုင်း(မ်)) is een wekelijks terugkerende krant in Myanmar. Het hoofdkantoor van de Times is gevestigd in Yangon.